# Kościół św. Kajetana w Marsaskali
Kościół Świętego Kajetana (malt. Il-Knisja ta’ San Gejtanu, ang. Church of St. Cajetan) – rzymskokatolicki kościół w Marsaskali (malt. Wied il-Għajn) na Malcie, pod wezwaniem św. Kajetana z Thieny. Dziś jest to jedna z dwóch świątyń na Malcie mających za patrona tego świętego; druga to kościół św. Kajetana w Ħamrun.

## Położenie
Kościół położony jest na terenie wiejskim, na obszarze Ramla ta’ San Tumas, około 50 metrów od wieży Mamo, przy drodze do niej wiodącej.

## Historia
W 1657, kiedy Kajetan z Thieny nie był jeszcze ogłoszony świętym, właściciel dużego obszaru ziemi na tym terenie, Gregorio Mamo, zbudował kościół pod wezwaniem bł. Kajetana. Do lat siedemdziesiątych XIX wieku była to jedyna świątynia pod tym wezwaniem na Malcie.

Podczas II wojny światowej budynek uległ znacznym uszkodzeniom, lecz został odbudowany, uczyniono również pewne zmiany.

## Architektura

### Wygląd zewnętrzny

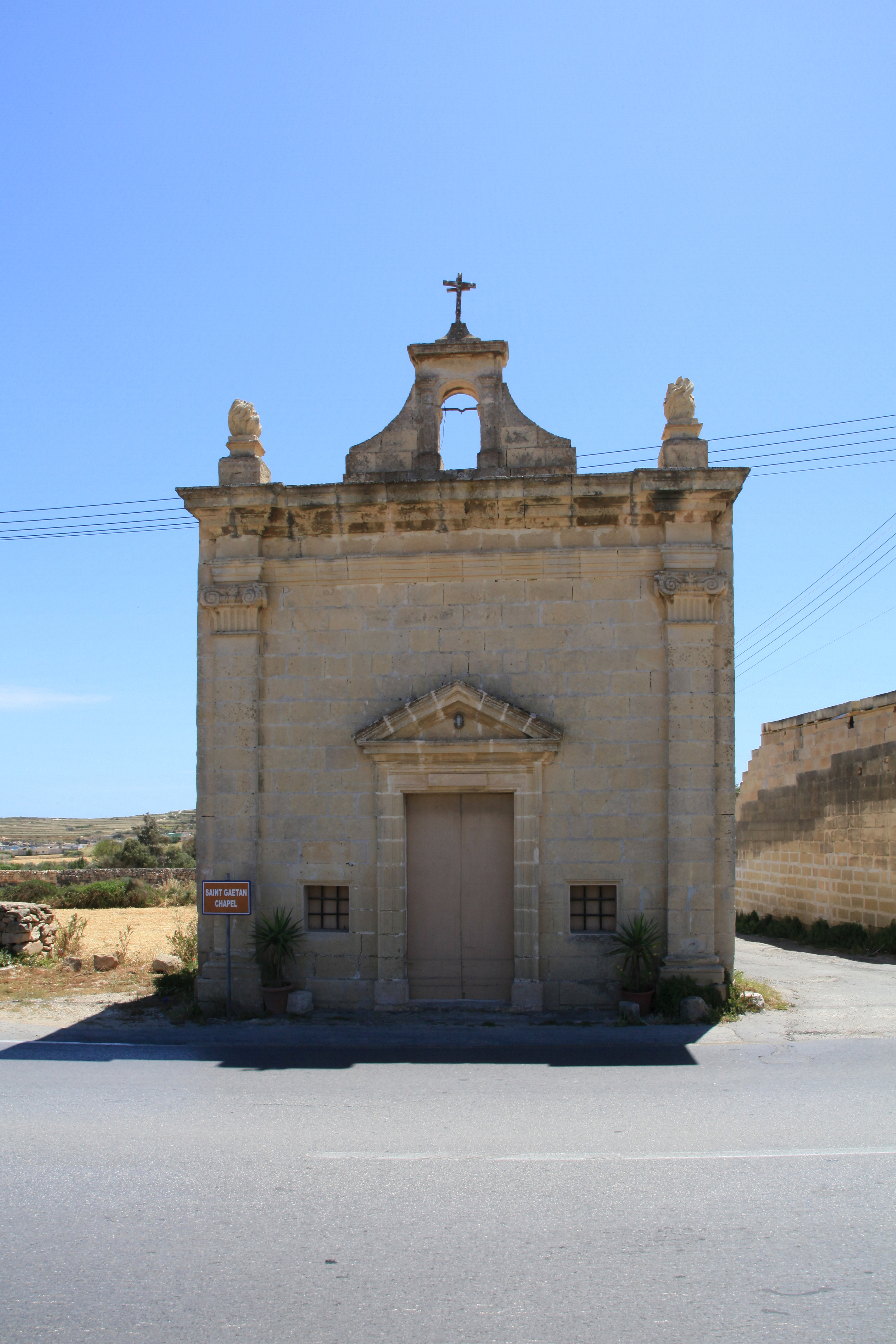
Fasada kościoła

Kościół zbudowany został w stylu barokowym. Jego fasadę obejmują dwa jońskie pilastry, podtrzymujące proste belkowanie z dwoma ozdobnikami w formie płomienia na końcach, oraz małą dzwonnicą typu bell-cot z krzyżem na szczycie. Prostokątne drzwi w modelowanej ramie, z trójkątnym frontonem flankują dwa niewielkie kwadratowe okna. W bocznych elewacjach małe okienka, u szczytu po dwa gargulce w formie działa odprowadzające wodę opadową z dachu.

Z powodu bliskości morza kościół był często odwiedzany przez miejscowych rybaków. Na fasadzie wydrapane graffiti przedstawiające galerę, będące prawdopodobnie formą ex-voto.

### Wnętrze
Budowla ma kształt prostokąta, jej sklepienie kolebkowe wspiera się na gzymsie, biegnącym wzdłuż ścian. Po każdej stronie znajduje się niewielkie okno, doświetlające wnętrze. Obok ołtarza drzwi prowadzące do niewielkiej zakrystii na tyłach kościoła. W zakrystii nisza z figurą świętego, trzymającego Dzieciątko Jezus.

We wnętrzu kościoła ołtarz z obrazem tytularnym w misternej ramie, z niewielkim putto nad nim, trzymającym napis „Sancte Gaetanus”. Po bokach dwa mniejsze obrazy, przedstawiające św. Antoniego z Padwy oraz św. Pawła. Nie ma informacji na temat autora tych malowideł.

## Kościół dzisiaj
Jeszcze kilka lat po wojnie, w święto patronalne 7 sierpnia odbywał się tutaj festyn. Dziś ten zwyczaj nie jest już kontynuowany. Msze św.w kościele są odprawiane w każdą sobotę.

## Ochrona dziedzictwa kulturowego
Budynek kościoła umieszczony jest na liście National Inventory of the Cultural Property of the Maltese Islands pod nr. 1735.